# Peter Green
Peter Green, pseudonimo di Peter Allen Greenbaum (Londra, 29 ottobre 1946 – Canvey Island, 25 luglio 2020), è stato un chitarrista e cantante britannico, fondatore della rock band inglese Fleetwood Mac.

## Biografia
Dopo una breve esperienza nei Peter B's Looners nel 1966, ebbe l'occasione di sostituire (dapprima solo per tre concerti, poi stabilmente) Eric Clapton nei John Mayall & the Bluesbreakers, coi quali incise anche l'album A Hard Road.
Nel 1967 decise di entrare nei  Fleetwood Mac, con i quali cominciò a scrivere ed incidere brani quali Albatross, The Green Manalishi o Black Magic Woman (incisa poi da Carlos Santana nel 1970). La famosa Blues Jam at Chess fu l'incontro a Chicago, negli studi della Chess, tra i vecchi padri del blues (Willie Dixon, Buddy Guy, Walter Horton, Otis Spann, Honeyboy Edwards) con i Fleetwood Mac di Peter Green.
Stimato cantautore e chitarrista di talento, Green si trovò impreparato a gestire il grande successo che gli piovve addosso: cominciò ben presto a fare uso di LSD, per di più in maniera sempre più massiccia e scriteriata, accusando seri problemi di tenuta psichica.
Fu costretto ad abbandonare i Fleetwood Mac (che invece andranno avanti ancora per anni e coi quali in avvenire collaborerà solo occasionalmente) per dedicarsi a progetti minori, specie in qualità di session man nelle produzioni di altri artisti.
In seguito, paranoia ed allucinazioni inasprirono sempre maggiormente gli ormai indefettibili problemi di schizofrenia, costringendolo al ricovero in ospedale psichiatrico dal 1977.
Dopo una lunga fase di cura, tornò di nuovo protagonista del circuito musicale nei primi anni ottanta sia incidendo alcuni lavori da solista, sia in qualità di session man.
Negli anni novanta fondò i Peter Green Splinter Group coi quali incise otto album tra il 1997 ed il 2003.
Il 25 luglio 2020 è morto nel sonno a 73 anni.

## Lo stile
Peter Green ha sviluppato uno stile originale con assolo personali (ben resi grazie ad una Gibson Les Paul del 1959, venduta successivamente a Gary Moore, per poi passare nelle mani di Kirk Hammett) sorretti da un distintivo vibrato.
Ha influenzato generazioni di artisti rock ed è tuttora ritenuto uno tra i più influenti blues men britannici. B.B.King (col quale collaborò alla incisione di un album nel 1971) e John Mayall ne hanno sempre posto in rilievo le capacità di interprete e l'unicità dello stile.

## Discografia

### Con i Fleetwood Mac
Album in studio
- 1968 - Fleetwood Mac
- 1968 - Mr. Wonderful
- 1968 - English Rose
- 1968 - Blues Jam at Chess
- 1969 - Then Play On

### Da solista
Album in studio
- 1970 - The End of the Game
- 1979 - In the Skies
- 1980 - Little Dreamer
- 1981 - Whatcha Gonna Do?
- 1982 - White Sky
- 1983 - Kolors
- 1985 - A Case for the Blues

Raccolte
- 2000 - Alone with the Blues

### Con gli Splinter Group
Album in studio
- 1997 - Peter Green Splinter Group
- 1998 - The Robert Johnson Songbook
- 1998 - Soho Session (live)
- 1999 - Destiny Road
- 2000 - Hot Foot Powder
- 2001 - Time Traders
- 2001 - Blues Don't Change
- 2003 - Reaching the Cold 100